# Atyponemertes korscheltii
Atyponemertes korscheltii är en djurart som tillhör fylumet slemmaskar, och som beskrevs av Friedrich 1938. Atyponemertes korscheltii ingår i släktet Atyponemertes och familjen Emplectonematidae. Inga underarter finns listade i Catalogue of Life.